# Yuzo Tamura
Yuzo Tamura (田村 雄三 Tamura Yuzo?), född 7 december 1982 i Gunma prefektur, är en japansk före detta fotbollsspelare.
Tamura började sin karriär 2005 i Shonan Bellmare. Han spelade 187 ligamatcher för klubben. Han avslutade karriären 2010.